# Sabla
Sabla (nep. सावला) – gaun wikas samiti we wschodniej części Nepalu w strefie Kośi w dystrykcie Terhathum. Według nepalskiego spisu powszechnego z 2001 roku liczył on 467 gospodarstw domowych i 2545 mieszkańców (1341 kobiet i 1204 mężczyzn).